# Сайс Менесес, Хосеп Анхель
Хосеп Анхель Сайс Менесес (исп. Josep Ángel Sáiz Meneses; род. 2 августа 1956, Сисанте, Испания) — испанский прелат. Титулярный епископ Селемселе и вспомогательный епископ Барселоны с 30 октября 2001 по 15 июня 2004. Епископ Террассы с 15 июня 2004 по 17 апреля 2021. Архиепископ Севильи с 17 апреля 2021.